# Friedrichshausen
Friedrichshausen is een plaats in de Duitse gemeente Frankenberg/Eder, deelstaat Hessen, en telt 380 inwoners (2007).